# Jean-Baptiste-Claude Sené

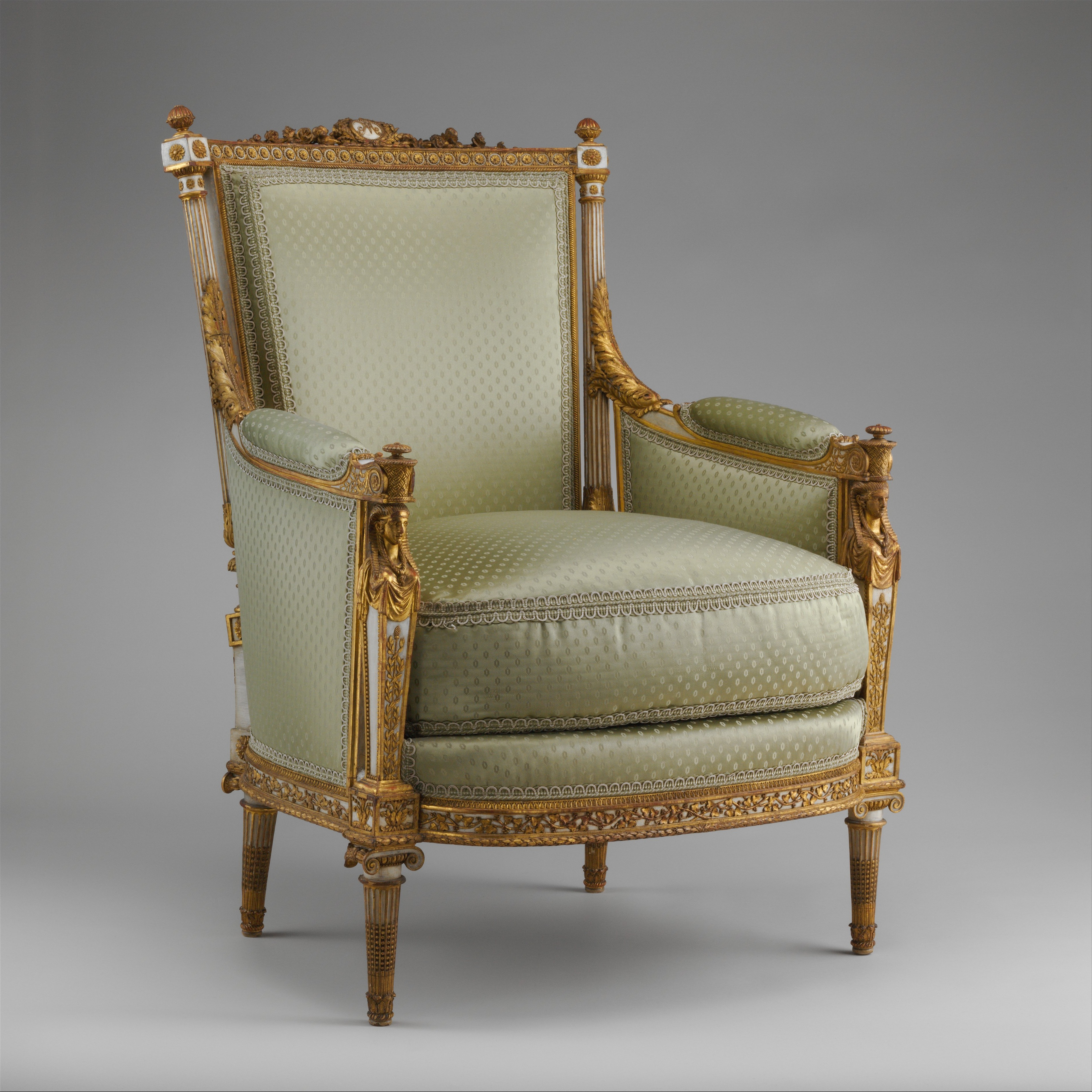
Bergère à la reine, c. 1788, Metropolitan Museum of Art, New York.

Jean-Baptiste Claude Sené, né le 24 octobre 1748 à Paris et mort le 10 février 1803, est un ébéniste français.

## Biographie

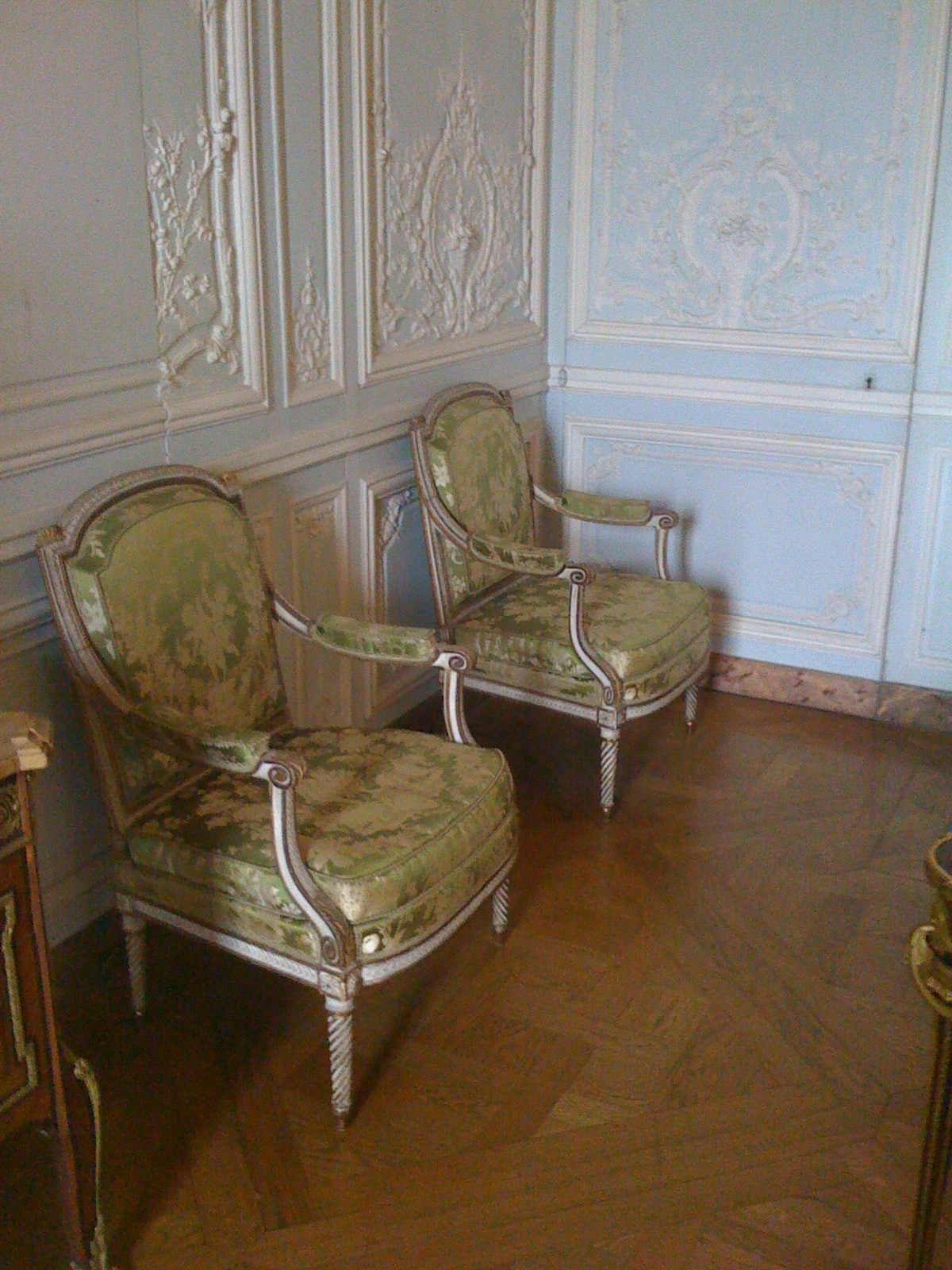
Paire de fauteuils à dos plats (vers 1785), château de Versailles.

Comme la plupart des menuisiers en sièges du XVIIIe siècle, Jean-Baptiste-Claude Sené est issu d'une famille appartenant depuis longtemps à la corporation : son grand-père Jean, son père Claude I (1724-1792) et son frère Claude II (maître en 1769), ont exercé la même profession. Jean-Baptiste Sené naît à Paris le 24 octobre 1748 et acquiert la maîtrise le 10 mai 1769. Six mois plus tard, il s'établit dans le quartier des menuisiers et sculpteurs sur bois, à l'enseigne du « Gros Chapelet », rue de Cléry à Paris. En 1784, sa réputation est telle qu'il compte avec Georges Jacob, Jean-Baptiste Boulard et François II Foliot parmi les fournisseurs réguliers du Garde-Meuble. Il réalise quelques-uns des plus somptueux mobiliers en sièges destinés aux résidences royales. En 1789, il livra par exemple, sous la direction de l'architecte Jean-Jacques Huvé, l'ensemble du mobilier du château de Montreuil offert par Louis XVI à Madame Élisabeth, concevant notamment des chaises voyeuses particulièrement raffinées pour le salon turc.
Son fils Jean-Baptiste Sené lui succéda.
On peut voir des sièges de Sené  au château de Versailles, à Paris au musée du Louvre, au musée Nissim-de-Camondo, au château de Blois, au château de Morlanne, au musée d'Évreux (un fauteuil), au Metropolitan Museum of Art de New York et au musée des beaux-arts de Boston.

## Œuvres dans les collections publiques
Aux États-Unis
- Boston, musée des beaux-arts : ensemble de mobilier de chambre (un lit, un fauteuil bergère, deux fauteuils, quatre chaises, un écran à feu) pour Thierry de Ville d'Avray, 1787.
- New York, Metropolitan Museum of Art :
  - niche à chien, vers 1775-1780 ;
  - paire de tabourets, 1786 ;
  - ensemble de mobilier (un lit de repos, un fauteuil bergère, un écran à feu), pour Marie-Antoinette, pour le cabinet de toilette du château de Saint-Cloud, 1788.

En France
- Paris :
  - hôtel de Roquelaure : ensemble de mobilier de salon (un canapé, deux chaises, deux tabourets, un écran à feu, classé le 24 novembre 1904.
  - musée des arts décoratifs :
    - un fauteuil « à la Reine » ;
    - une chaise voyeuse, pour le salon turc du château de Montreuil de Madame Élisabeth, 1789.

  - musée du Louvre : paire de bergères « à la Reine » pour le château de Montreuil de Madame Élisabeth, 1789. Fauteuils bergère et voyeuse[2] en dépôt au Château de Versailles.
  - musée Nissim-de-Camondo : paire de voyeuses pour le salon turc du château de Montreuil de Madame Élisabeth, 1789.
- Versailles, château de Versailles : un fauteuil cabriolet, pour l'appartement de la Reine (Marie-Antoinette) au château de Saint-Cloud, 1788.

Au Portugal
- Lisbonne, Museu Nacional de Arte Antiga de Lisbonne : paire de chaises voyeuses.

Œuvres de Jean-Baptiste-Claude Sené
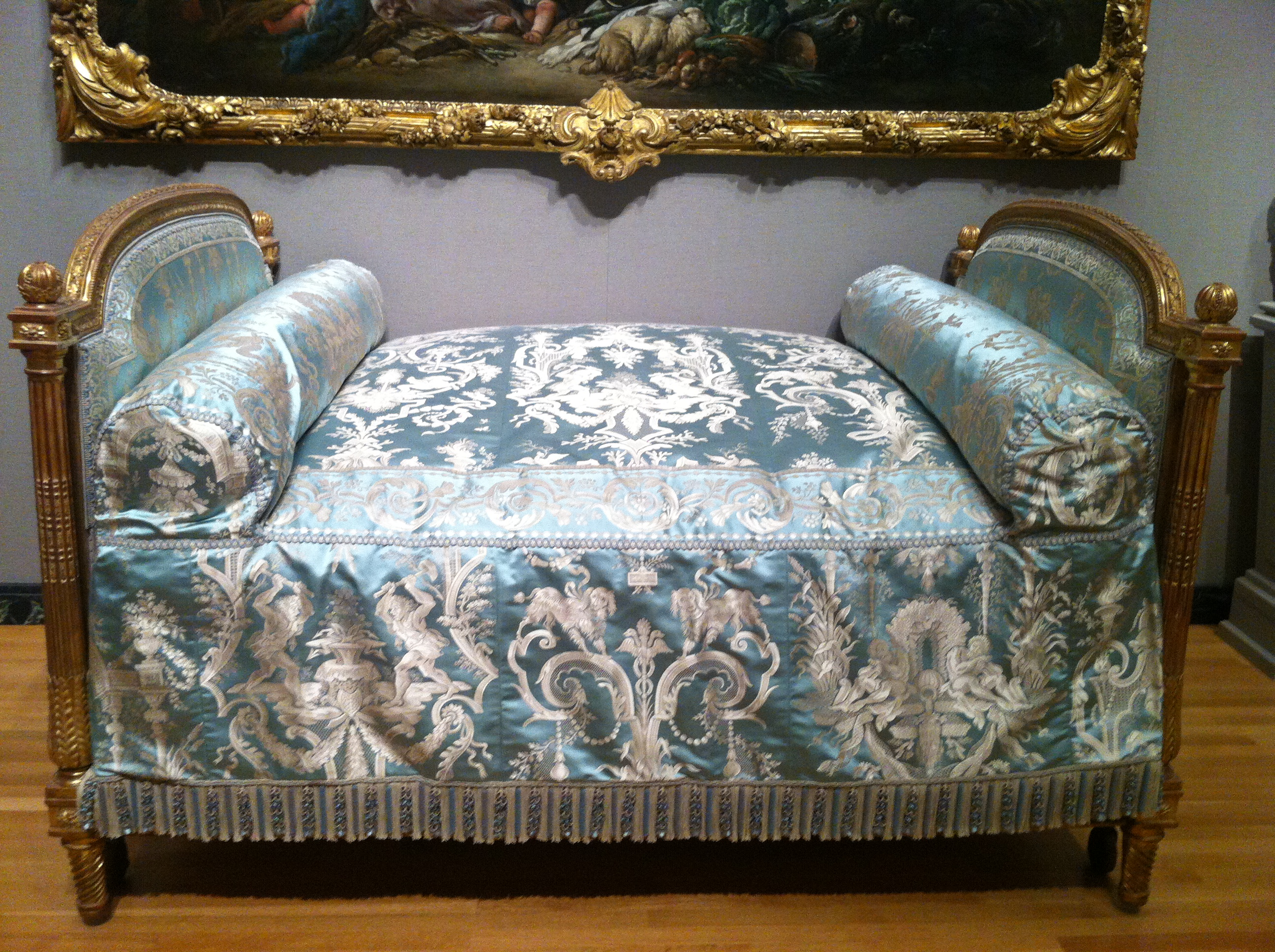
Lit en niche (1787), musée des beaux-arts de Boston.
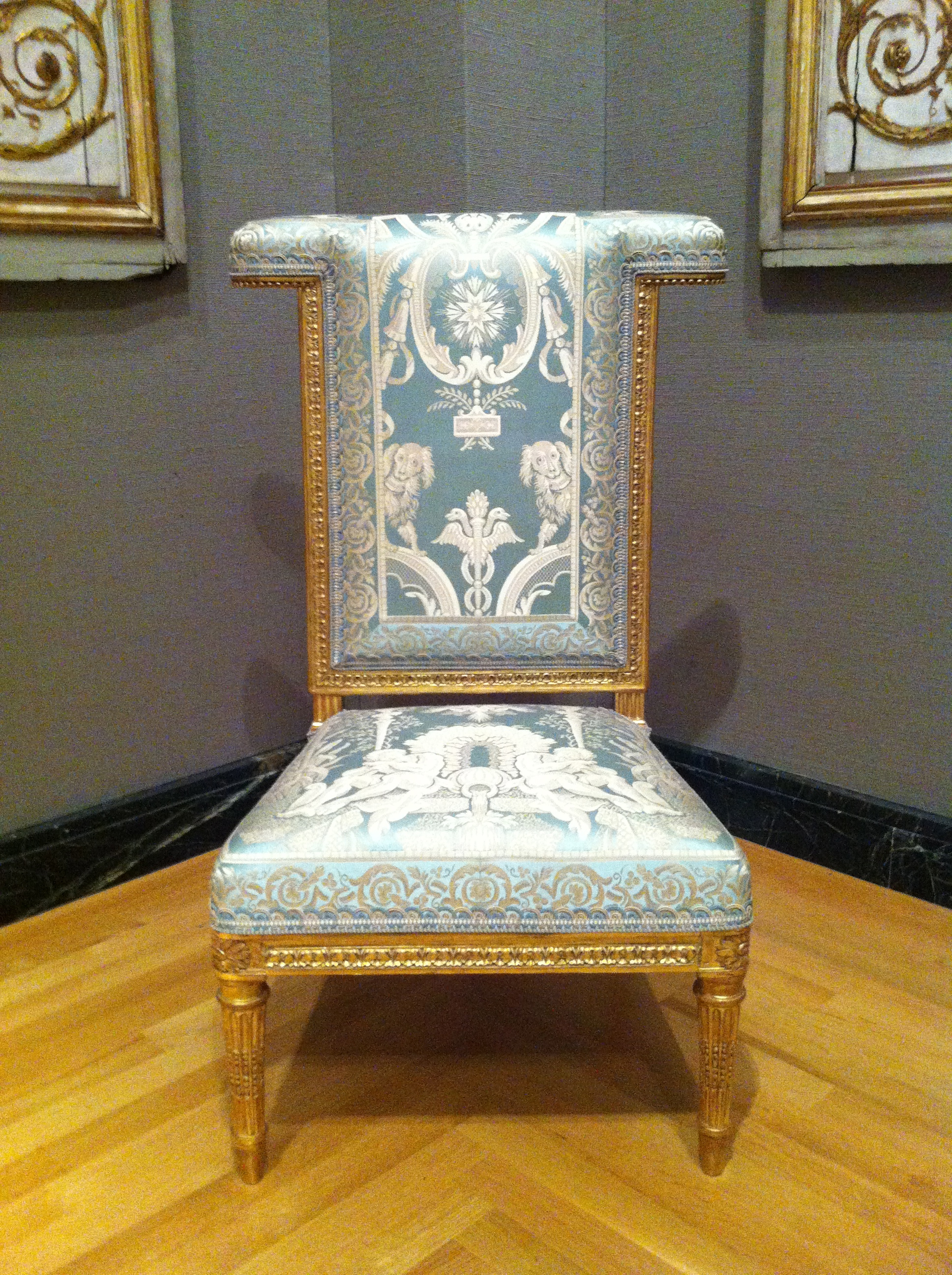
Chaise voyeuse (1787), musée des beaux-arts de Boston.
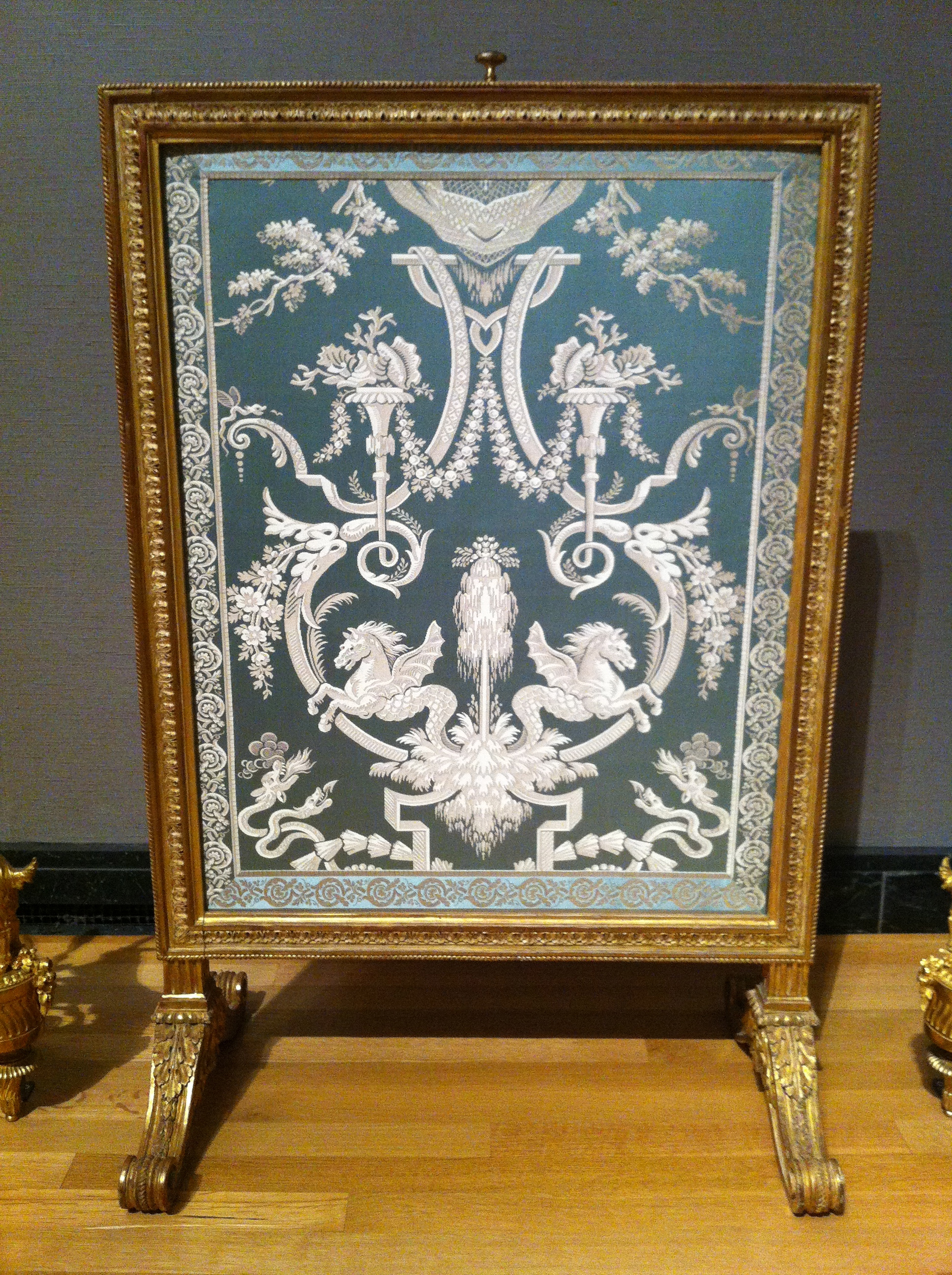
Écran à feu (1787), musée des beaux-arts de Boston.
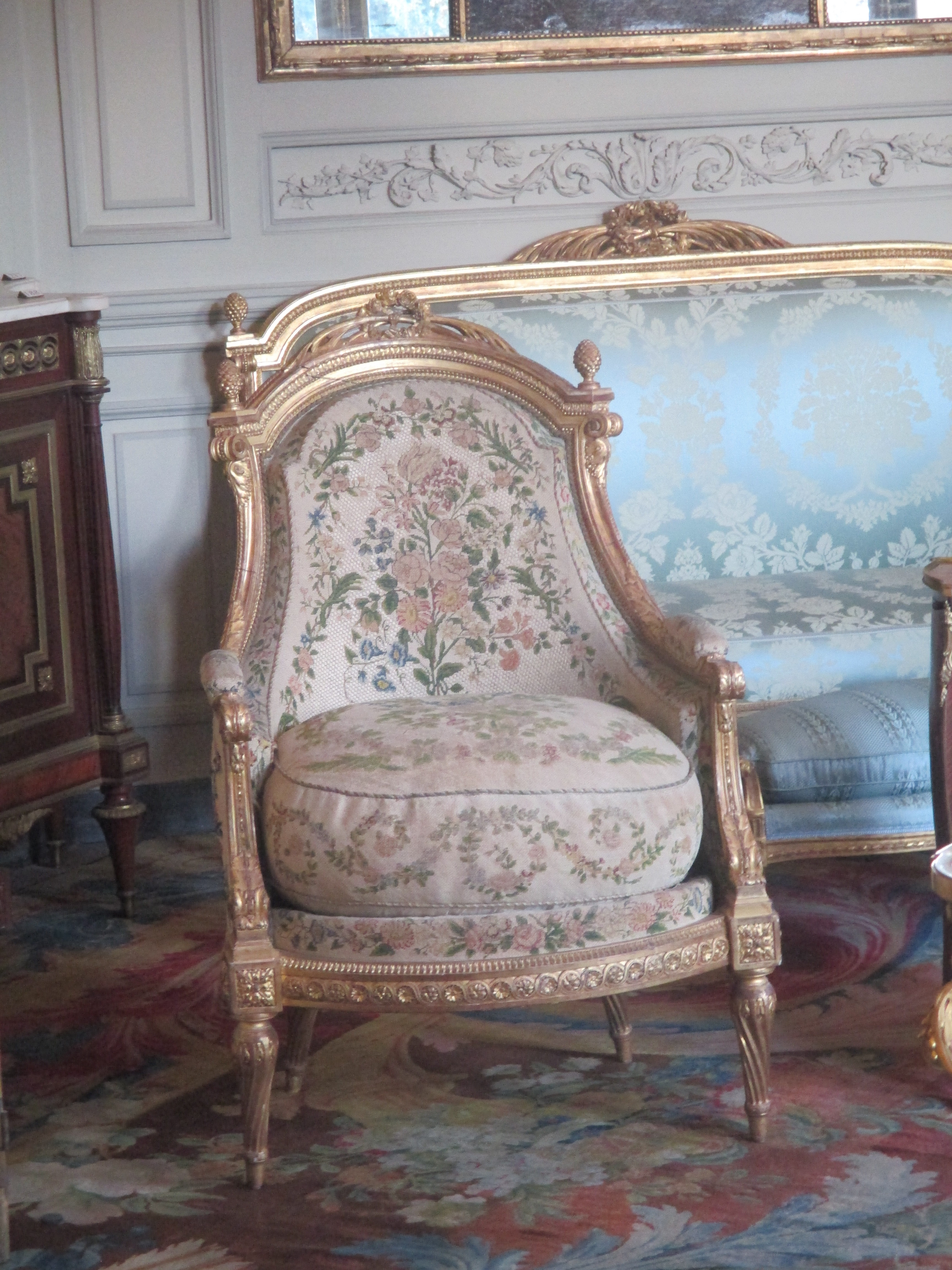
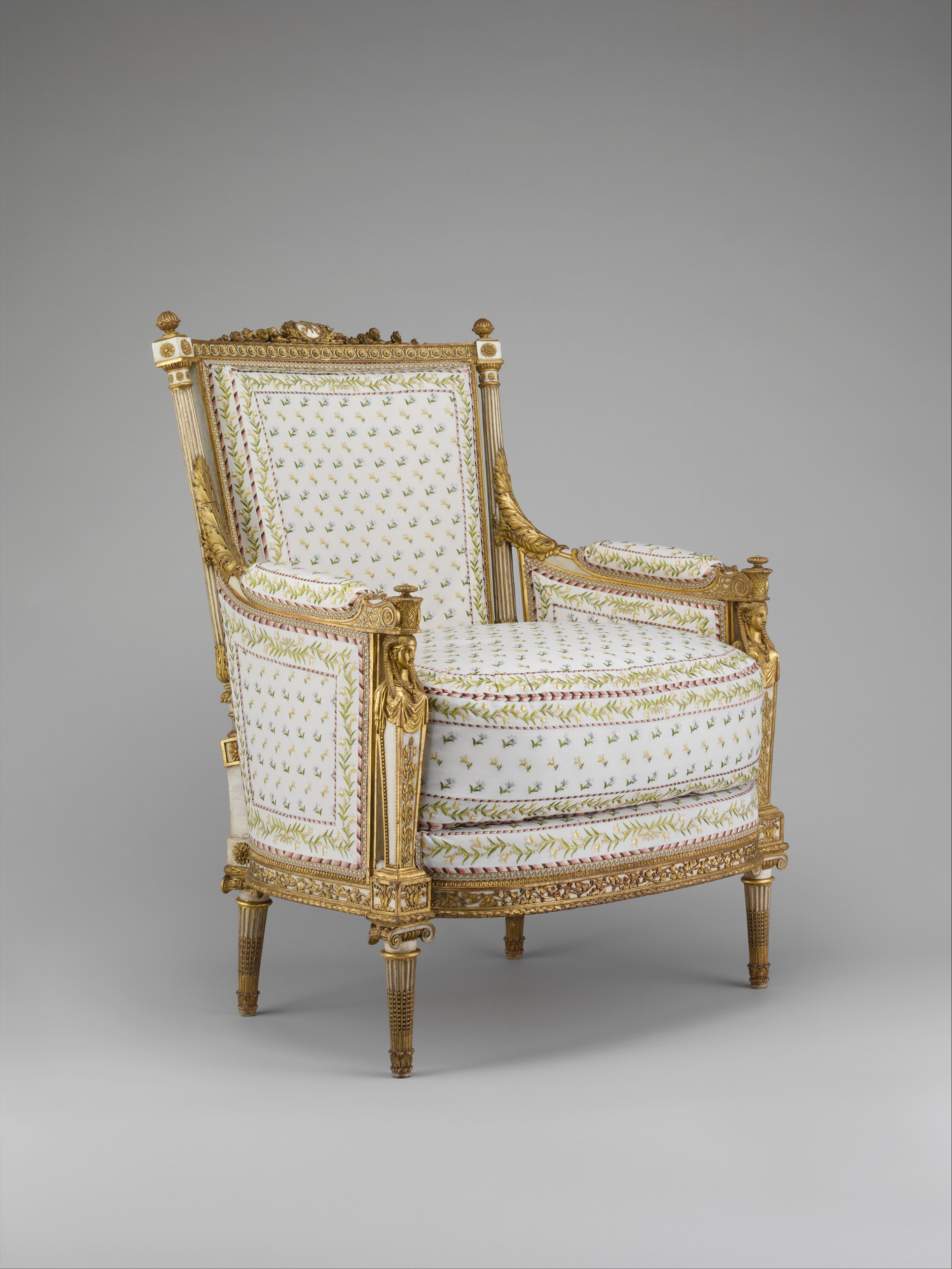
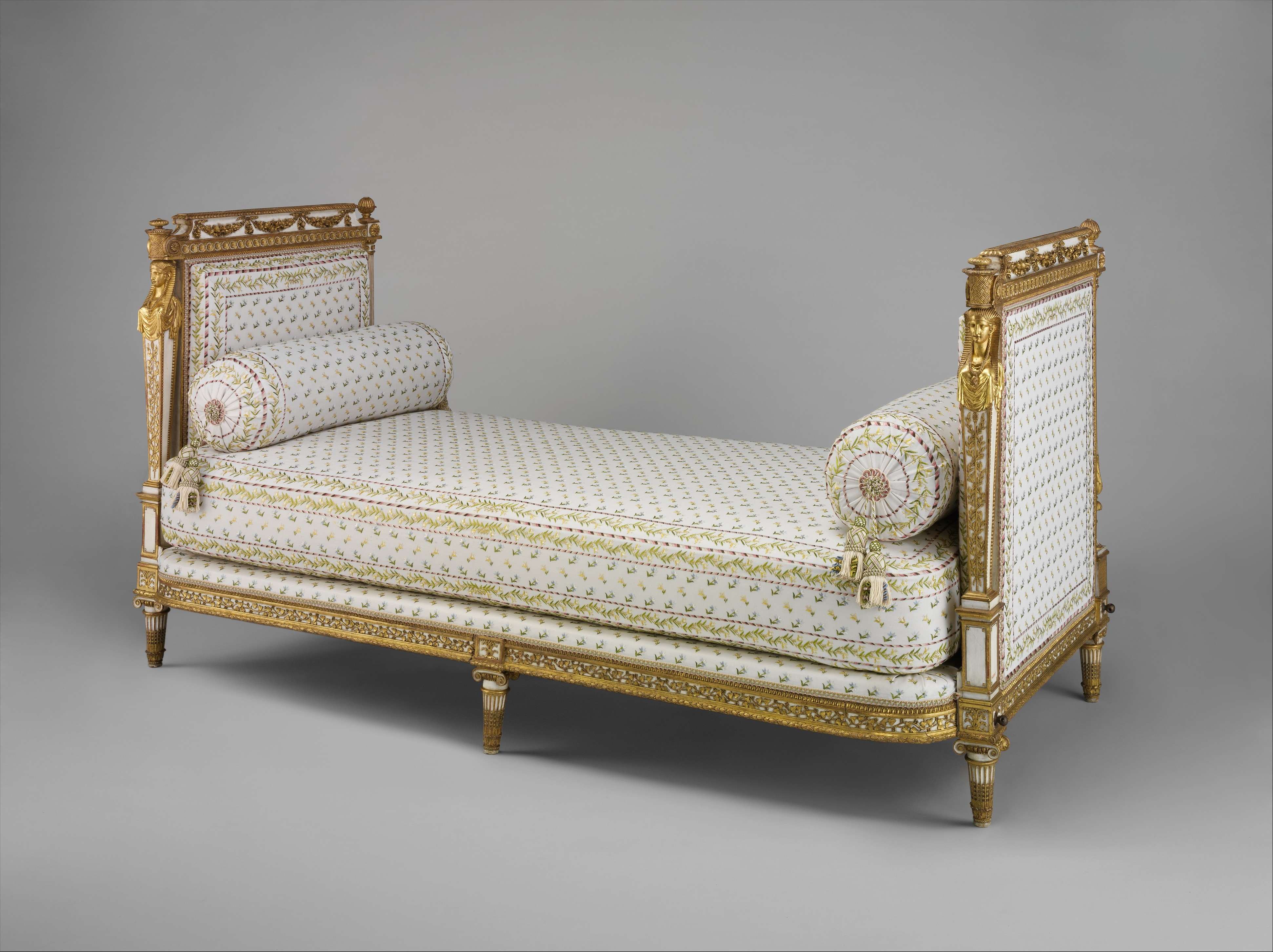